# دیرینه‌کرک
دیرینه‌کرک (نام علمی: Palaeortyx) نام یک سرده از راسته ماکیان‌سانان است.